# ماريكو تاكاهاشي (لاعبة جمباز إيقاعي)
ماريكو تاكاهاشي هي لاعبة جمباز إيقاعي يابانية، ولدت في 13 يوليو 1988.